# Sałamu Mieżydow
Sałamu Sułtanowicz Mieżydow (ros. Саламу Султанович Межидов; ur. 10 lutego 1981 w Argunie) – rosyjski judoka pochodzenia czeczeńskiego. Mistrz Europy z 2007 roku w wadze 73 kg. 

## Sportowa kariera
Judo zaczął trenować w wieku 15 lat. Startuje w kategoriach do 73 i 81 kg. Jego pierwszym sukcesem w seniorskiej karierze było zdobycie brązowego medalu na mistrzostwach Rosji (81 kg) w 2002 roku. W następnym roku został już mistrzem kraju i wystartował w mistrzostwach świata w Osace (23. miejsce). 
W 2005 roku przeszedł do kategorii 73 kg, w której w tym samym roku zdobył mistrzostwo Rosji. W 2006 roku został również drużynowym mistrzem Europy i wicemistrzem świata, a także zajął trzecie miejsce na mistrzostwach Europy w Tampere. Największy sukces w karierze osiągnął rok później w Belgradzie, gdy w kolejnej edycji czempionatu kontynentu zdobył złoty medal.
W 2007 roku w Rio de Janeiro po raz drugi wystąpił na mistrzostwach świata, zajmując 9. miejsce. W 2008 roku w Pekinie zadebiutował na igrzyskach olimpijskich. Z turnieju w wadze 73 kg odpadł już po pierwszej walce, gdy przegrał przez ippon z Ukraińcem Hennadijem Biłodidem. Od 2010 roku ponownie startuje w kategorii 81 kg.
Zwyciężył w plebiscycie portalu chechensport.com na najlepszego sportowca Republiki Czeczeńskiej 2006 roku.